# Křovákovo zobrazení

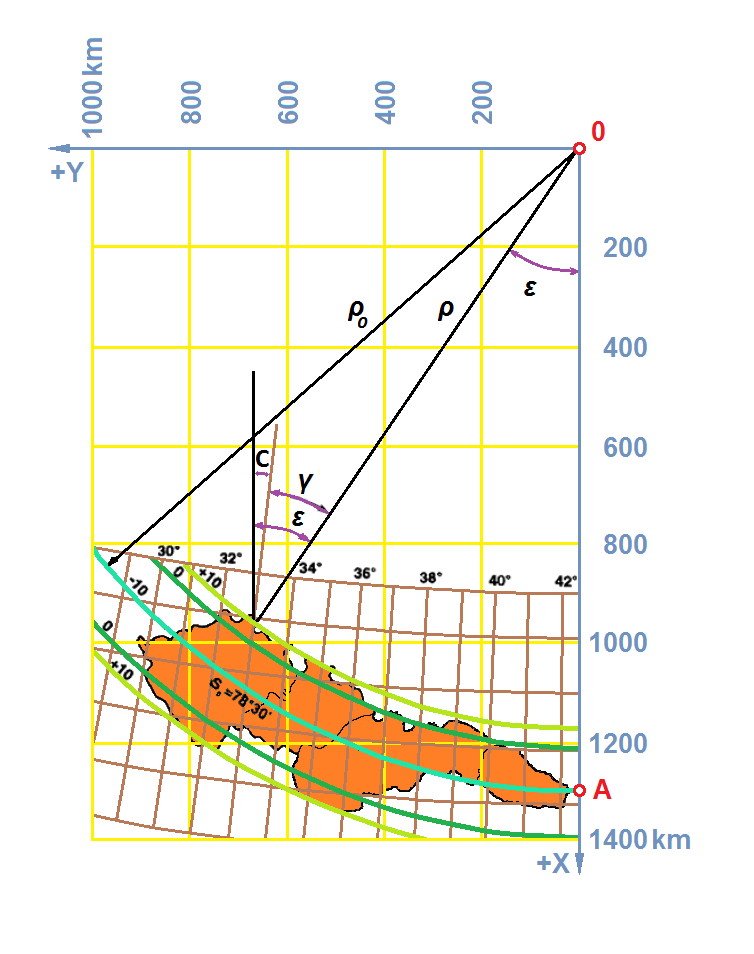
Poloha Československa v souřadnicích S-JTSK se zobrazenými důležitými křivkami Křovákova zobrazení

Křovákovo zobrazení je obecné konformní kuželové zobrazení, tj. zemský povrch je zobrazen na kuželu, který je v tzv. obecné poloze. Bylo vytvořeno Josefem Křovákem, přednostou triangulační kanceláře v roce 1922. Jeho předností je vysoká přesnost optimalizovaná pro území I. Republiky československé.

## Vlastnosti
Zobrazení je konformní a ekvidistantní (zachovává délky) ve dvou kartografických rovnoběžkách. Jedná se o dvojité kuželové konformní zobrazení v šikmé poloze, převádějící Besselův elipsoid do roviny prostřednictvím referenční koule. Jeho výpočet je složitý, protože jde o posloupnost několika matematických operací, které lze zjednodušeně zapsat jako:
φ,λ → U,V → Š,D → ρ,ε → X, Y
1. Převod konformního zobrazení Besselova elipsoidu na kouli (Gaussovo zobrazení) s jednou nezkreslenou rovnoběžkou (49°30´)[p 1].
2. Definování soustavy souřadnic Š,D s kartografickým pólem v poloze 59°45′ s. š., 24°50′ v. d. a transformace souřadnic U,V na Š,D.
3. Konformní zobrazení koule na kužel
4. Převod polárních souřadnic na pravoúhlé

Hodnoty obou souřadnic (X a Y) jsou na území bývalého Československa (Česká republika, Slovensko, Zakarpatská oblast) vždy kladné a navíc pro každé místo na tomto území platí, že X > Y. Souřadnice vyjadřují vzdálenost daného bodu v metrech od osy X (což je poledník na 24°50' východní délky) a osy Y (kolmo protínající osu X na 59°45' severní šířky), hodnota Y tedy (neintuitivně) stoupá směrem na západ.
Při obvyklé poloze kvadrantů a orientaci os, jež se běžně používá v programech CAD a GIS, jsou souřadnice transformovány do třetího kvadrantu, tedy jsou naopak obě záporné a navíc vzájemně prohozené. Pravidlo X > Y nicméně vždy umožňuje snadné určení, o kterou souřadnici se ve skutečnosti jedná (pokud se bod nachází na území někdejšího Československa).

## Použití
Křovákovo zobrazení se používá jako závazné pro všechna státní mapová díla na Slovensku a v České republice, v rámci souřadnicového systému S-JTSK (systém jednotné trigonometrické sítě katastrální). Ve školních a jiných mapách a atlasech se zpravidla nepoužívá, zejména pro své pootočení vůči severojižní orientaci (viz níže).

## Historie

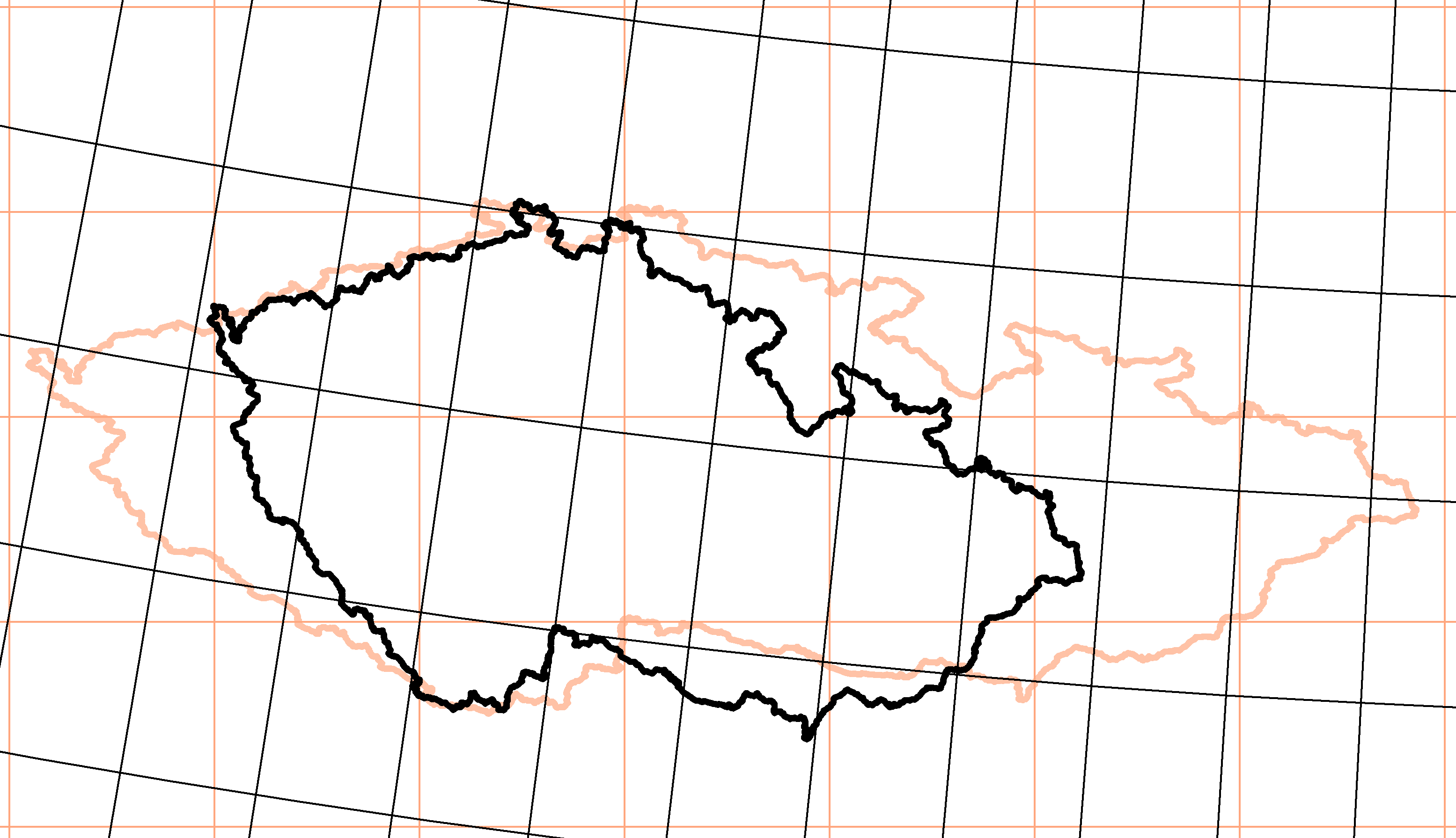
Česká republika ve Křovákově zobrazení (černě) v porovnání s WGS84 (oranžově)

Po 1. světové válce a vzniku Československa vyvstal úkol vytvořit takové zobrazení, které bude nejvíce vyhovovat nově vzniklému státu. Josef Křovák empiricky hledal na kouli, na kterou se promítl Besselův elipsoid, takové rovnoběžné kružnice, aby jimi ohraničený pás, v němž by leželo Československo, byl co nejužší. Zjistil, že šířka takového pásu je 2°31', přičemž zkreslení délek na okrajích tohoto pásu dosahovalo hodnot +24 cm/km.. Aby byla absolutní hodnota délkových odchylek malá, změnil tečný kužel na sečný tak, aby největší záporné zkreslení délek bylo –10 cm/km. Tím také dosáhl toho, že největší kladné zkreslení délek bylo +14 cm/km a to nastalo jen při krajích pásu, tedy na nepatrném území republiky.
Osa X a tedy i vrchol kužele leží 42°30' východně od Ferrského poledníku, neboli 24°50' východně od Greenwiche. Tím byla celá republika umístěna do jediného kvadrantu (viz obrázek), který je definován jako první kvadrant s kladnými hodnotami obou os (X a Y). Vrchol kužele a tedy i počátek souřadnic S-JTSK, se nachází přibližně uprostřed spojnice Tallinnu a Helsinek.

## Odchylka od severu
Mapy českého území v Křovákově zobrazení nejsou orientovány přesně na sever, oproti obvyklému znázornění (sever nahoře) je mapa pootočena v geodeticky kladném směru. Tato skutečnost je předmětem kritiky, protože vytváří v mysli nesprávnou kognitivní mapu Česka (mj. budí mylný dojem, že Morava zasahuje dále na jih než Čechy). Moderní kartografické aplikace ovšem umožňují pootočení celé kompozice o libovolný úhel, takže tento nedostatek je u mapových výstupů snadno odstranitelný.
Severní směr je v Křovákově zobrazení odchýlený „doprava“ přibližně podle vzorce:
{\displaystyle \alpha ={\frac {24^{\circ }50'-\lambda }{1{,}34}}},
kde {\displaystyle \lambda } je zeměpisná délka místa. Pro území Česka se tato odchylka pohybuje zhruba mezi 4,5 a 9,5° (stoupá směrem k západu).
Téměř přesně na sever jsou v tomto zobrazení orientovány jen mapy nejzazší části Podkarpatské Rusi. Skutečný sever bývá na státních mapových dílech naznačen ukloněním popisků, které zpravidla sledují rovnoběžkový směr.

## Proj4js
Křovákovo zobrazení pro JavaScriptovou knihovnu Proj4js
```
Proj4js
.
defs
[
"EPSG:102067"
]
 
=
 
"+proj=krovak +lat_0=49.5+lon_0=24.83333333333333

+alpha=30.28813975277778 +k=0.9999 +x_0=0+y_0=0 +ellps=bessel

+units=m+towgs84=570.8,85.7,462.8,4.998,1.587,5.261,3.56 +no_defs"
;

```